# 许异
许异（？—？），战国人，韓國韩哀侯的相國。

## 生平
严遂和俠累不和睦，使聶政刺殺俠累。俠累驚走抱住韩哀侯，聶政刺俠累時傷到哀侯。许异蹴韩哀侯足，令他裝死，使他倖免於難。许异因以此功而拜为相。时人谓韩氏之尊许异，犹如尊哀侯。《史記·刺客列傳》稱聶政刺殺俠累在韓哀侯時，《史記·韓世家》、《史記·六國年表》稱严遂指使聶政刺殺俠累在韓烈侯時，韓哀侯六年被大臣韓嚴殺死。